# طلعت نجم
طلعت نجم هو حكم كرة قدم ولاعب كرة قدم لبناني، ولد في 18 سبتمبر 1968.

## روابط خارجية
- طلعت نجم على موقع Soccerway.com (الإنجليزية)